# Edgardo Coghlan
Edgardo Coghlan (Los Mochis Sinaloa 1928 – Estado de México 28 de septiembre de 1995) fue un pintor mexicano, especializado en acuarelas que representan paisajes mexicanos y personas. Su trabajo se hizo popular durante su vida, recolectado por museos, instituciones y presidentes mexicanos, los cuales hoy en día se pueden encontrar en colecciones públicas o privadas en varias partes del mundo. Su trabajo fue reconocido con diferentes premios.

## Vida
Coghlan nació en Los Mochis, Sinaloa en 1928, hijo de padres con nacionalidad irlandés y mexicano. Sus intereses y habilidades artísticas fueron evidentes desde que era niño, ya que pintaba con acuarelas porque no tenía mucho dinero. Cuando erá joven se mudó a la Ciudad de México para completar de manera formal y artística sus estudios en la Academia Nacional de Artes Plásticas y en el estudio del pintor español José Bardasano. Vivió aislado y estableció su taller en una ciudad remota en el Estado de México, donde vivió hasta su muerte en 1995.

## Carrera
Coghlan abrió su propio estudio en los años 1960. En 1967 viajó a Israel y Jordania, patrocinado por un grupo de coleccionistas. Cuando regresó, toda su producción del viaje fue comprada por la Sociedad de Arte Internacional, además de sesenta pinturas y varios dibujos a lápiz. Fue co- fundador de la Sociedad Mexicana de Acuarelistas para promover la idea de que este medio fuera considerado igual a otras formas de pintura.
Durante su carrera, Coghlan exhibió su trabajo en museos y galerías en varias partes del mundo, especialmente en México y Estados Unidos. Tuvo más de veinticinco exhibiciones de manera individual en la Ciudad de México en lugares como la Sala de Exposiciones del Presidente de la República Mexicana e INFONAVIT así como Guadalajara, Mazatlán, Los Ángeles, Nueva York. En 2008, el Instituto Sinaloense de Cultura en Sinaloa realizó una retrospectiva de su trabajo.
Los trabajos de Coghlan se encuentra en las colecciones del Museo de Arte Moderno, el Museo de Arte en Sinaloa, Museo Mitchelin Mount Vernon, Illinois, la Librería y el Museo Presidencial de John F. Kennedy , la Librería Presidencial de Ronald Reagan, Museo Nacional de la Acuarela "Alfredo Guati Rojo" y varias universidades así como en la colección privada en México, Estados Unidos, Canadá, Alemania, Grecia, Nueva Zelanda, Escocia y Chile. En el Museo de la Acuarela de Toluca se encuentran cuarenta de sus trabajos producidos en 1992, valuados al menos en 300,000 pesos. Su trabajo era uno de los favoritos entre los presidentes mexicanos de la segunda mitad del siglo XX, como Adolfo López Mateos, Gustavo Díaz Ordaz, Luis Echeverría, Miguel de la Madrid y Carlos Salinas de Gortari.
Coghlan recibió su primer premio importante en 1954 del Círculo de Bellas Artes en México. En 1955 recibió su primer premio de acuarela del Salón Annual de la Acuarela, seguido con más de siete premios en los siguientes años. En 1968, su trabajo “El entierro” ganó la Exposición Solar del Concurso Nacional del Palacio de Bellas Artes, como parte de eventos culturales de los Juegos Olímpicos del Verano de 1968. En 1991, el Estado de Sinaloa le otorgó el Premio Sinaloa de Ciencias y Artes. Otros honores incluyen el Premio Nacional de la Acuarela.
El artista también ha tenido una serie de eventos y lugares los cuales llevan su nombre. La Fundación Edgardo Coghlan fue creada en 1993, con sede en el Estado de Máxico. Fue creado por coleccionistas de su trabajo así como por varios admiradores.  En el mismo año, ayudó a fundar el Museo de la Acuarela en Toluca, con uno de los pasillos que llevan su nombre. El estado de Sinaloa patrocina un evento anual llamado el Salón de la Plástica Edgardo Coghlan en Sinaloa.

## Obra
Coghlan fue especialista en acuarela, aunque también hizo bocetos en carbón, y cerca del final de su vida también lo hizo en aceite. Con las acuarelas, sus imágenes eran lo suficientemente realistas que parecían fotografías desde la distancia, y cuyas imágenes se extienden a los bordes del papel. Los elementos en sus obras incluyen paisajes, senderos para caminar, océanos, volcanes y, personas y tradiciones mexicanas. Sus trabajos posteriores en aceite fueron conocidos por su impacto en los efectos de luz.